# Omar Najar
Omar Najar é um político e empresário brasileiro filiado ao Movimento Democrático Brasileiro (MDB), ex-prefeito da cidade de Americana. É filho do ex-prefeito Abdo Najar.